# Tokaido (pot)
Pot Tōkaidō (東海道, Tōkaidō, [to̞ːka̠ido̞ː]), kar približno pomeni »vzhodna morska pot«, je bila najpomembnejša od petih poti v obdobju Edo na Japonskem, ki je povezovala Kjoto z Edom (današnji Tokio). Za razliko od celinske in manj uporabljane poti Nakasendoja  (中山道, »osrednja gorska pot«), je Tōkaidō potekala vzdolž morske obale vzhodnega Honšuja, od tod tudi ime poti.

## Potovanje po poti Tōkaidō
Standardni način potovanja je bil peš, saj vozov s kolesi skoraj ni bilo, težak tovor pa so običajno pošiljali s čolni. Pripadniki višjega sloja so potovali s kago (駕籠, vrsta nosilnice za prenos potnikov). Ženskam je bilo prepovedano potovati samim in so jih morali spremljati moški. Uvedene so bile tudi druge omejitve za potnike, a čeprav so obstajale stroge kazni za različne predpise o potovanju, se zdi, da večina ni bila uveljavljena. Kapitan Sherard Osborn, ki je prepotoval del te ceste okoli leta 1858, je opozoril, da:
Družbeni status osebe je označen z načinom potovanja. Daimjo in ljudje iz višjega razreda potujejo v norimono, ki je dovolj prostorna, da omogoča precejšnjo mero lahkote in je udobno opremljena. Stranice se lahko poljubno odpirajo ali zapirajo, kot zaščita pred vremenskimi vplivi. Dolžina droga pove rang potnika; če je plemič, je ta dolg, in jo nosi pet ali šest mož na vsakem koncu; oseba nižjega ranga, krajši drog in samo štirje nosači. Če je nošeni princ kraljeve družine, se drog drži v dlaneh, sicer pa se nosi na ramenih. Skromni posamezniki se morajo zadovoljiti s kagom, ki ga nosita dva nosača, kar pomeni zelo utesnjen položaj. V strmih gorskih predelih mora vsak, ne glede na svoj položaj, uporabljati kago.

Gospodarji različnih gradov so prisiljeni od oblasti, da vzdržujejo kraje za osvežitev za popotnike; so precej boljši od karavanserajev na Vzhodu in štafete konj ali nosači so vedno pripravljeni na teh postajah in morajo opraviti vse delo po redni fiksni dajatvi, smešno majhni glede na angleške pojme. Druga in še bolj zahtevna dolžnost pade na te ustanove, in to je odgovornost za posredovanje vseh imperialnih pošiljk med obema prestolnicama ali iz Jeda v kateri koli del cesarstva. Tekači so zato vedno pripravljeni opraviti to nalogo.
Vzdolž poti Tōkaidō so bile s strani vlade odobrene poštne postaje (šukuba) za počitek popotnikov. Te postaje so sestavljale postaje za nosače in konjske hleve, pa tudi prenočišče, hrano in druge prostore, ki jih potnik lahko obišče. Prvotna pot Tōkaidō je bila sestavljena iz 53 postaj med končnima točkama Edo in Kjoto. 53 postaj je bilo vzetih iz 53 budističnih svetnikov, ki jih je budistični akolit Sudhana obiskal, da bi prejel nauke v svojem iskanju razsvetljenja. Pot je potekala skozi več provinc, vsako pa je upravljal daimjō, meje katerih so bile jasno začrtane. Na številnih kontrolnih točkah, ki jih je vzpostavila vlada, so morali potniki predložiti potovalna dovoljenja, da so lahko šli naprej.
Čez večje, hitro tekoče reke skorajda ni bilo mostov, zaradi česar so se morali popotniki prevažati s čolni ali so jih nosili vodni nosači. Poleg tega je na eni točki v Nagoji cesto zaprlo več rek in popotniki so morali s čolnom prečkati 27 km morja, da so dosegli postajo Kuvana. Ta prečkanja vode so bila potencialni vir zamude: v idealnem vremenu je bilo celotno potovanje Tōkaidō peš mogoče opraviti v približno enem tednu, če pa so bile razmere slabe, je potovanje lahko trajalo do en mesec.
Leta 1613 sta bila William Adams in John Saris v spremstvu desetih drugih Angležev med prvimi zahodnjaki, ki so potovali po poti. Sarisu se je kakovost poti zdela izjemna in jo je primerjal s slabim stanjem cest doma; peščena in prodnata površina je bila »čudovito enakomerna« in »kjer se sreča z gorami, je prehod presekan«. V obcestnih prenočiščih se je skupina posladkala z rižem in ribami, z »vloženimi zelišči, fižolom, redkvicami in drugimi koreninami« ter z obilico »sira«, ki je bil v resnici tofu. Čeprav je bil njihov prehod varen, so Sarisa motili križani posmrtni ostanki zločincev, ki so se vrstili ob cesti pred vsakim mestom. V Šizuoki so videli odsekane človeške glave na odru in številna razpela, »na katerih so še vedno ostala mrtva trupla tistih, ki so bili usmrčeni«. Z ostanki so zasuli cesto in jim povzročili »zelo neokusen prehod«.

## Tōkaidō v umetnosti in literaturi
Potovanje, zlasti po poti Tōkaidō, je bilo v tistem času zelo priljubljena tema v umetnosti in literaturi. V tem času je bilo izdanih in razdeljenih ogromno vodnikov po znamenitih krajih, uspevala je kultura virtualnega turizma s knjigami in slikami. Tōkaidōčū Hizakurige Jippenša Ikkuja, v prevodu »Šankova kobila«, je eden bolj znanih romanov o potovanju po Tōkaidoju.
Umetnik Utagava Hirošige je upodobil vsako od 53 postaj Tōkaidō (šukuba) v svojem delu Triinpetdeset postaj na Tokaido, haiku pesnik Macuo Bašō pa je potoval po poti. Tōkaidō godžūsan cui (»Triinpetdeset parov vzdolž poti Tōkaidō«), ustvarjen leta 1845, je eden najbolj znanih in fascinantnih primerov lesenih grafik, ki jih je navdihnila pot. Trije vodilni japonski tiskarski oblikovalci 19. stoletja – Kunijoši, Hirošige in Kunisada – so vsako počivališče ob Tōkaidu združili z zanimivim, skrivnostnim dizajnom.
Zaradi ostrih in kaznovalnih reform iz obdobja Tenpō, ki so poskušale vsiliti strogo določeno moralo, so bile grafike slavnih igralcev, kurtizan in zabavljačev v tem času prepovedane. Lesorezi v vzporedni seriji, izdelani za prelisičenje umetniških omejitev, ki so jih naložile reforme, so postaei priljubljene vizualne uganke, ki so jih pogosto reproducirali. Zaradi iznajdljivega pristopa k temi Tōkaidō so Tōkaidō godžūsan cui hvalili kot eno najbolj inovativnih in najpomembnejših del iz poznega obdobja Edo. Njeni trije oblikovalci so sledili svojim individualnim interesom in prednostim, vendar so si delili skupno kompozicijo – dominantne figure proti oddaljenim pokrajinam. Uporabili so različne motive, vključno z zgodbami iz kabuki gledališča, poezijo, slavnimi zgodbami, legendami, znamenitostmi in lokalnimi posebnostmi.
V zgodnjih 1980-ih je ameriški umetnik Bill Zacha, ki ga je navdihnil Hirošige, potoval po postajah Tokaido. Ustvaril je serijo 55 serigrafij, od katerih je vsaka prikazovala en postanek na poti Tokaido, in natisnil 100 izvodov vsakega dizajna. Ti so bili zbrani v knjigi Tokaido Journey iz leta 1985, skupaj z Zachinimi spomini (v angleščini in japonščini) potovanja po poti in ljudi, ki jih je srečeval.
Britanski slikar Nigel Caple je med letoma 1998 in 2000 potoval po poti Tōkaidō in narisal 53 postaj. Njegov navdih je bila Hoeido Edition lesnih grafik z naslovom The Fifty-3 Stations of the Tōkaidō Utagava Hirošige.
Video igra Tōkaidō godžūsan-cugi, ki jo je Sunsoft izdal za Famicom julija 1986 in je bila pozneje prenesena na druge platforme Nintendo, prikazuje glavnega junaka izdelovalca ognjemetov, ki mora odpotovati v Tōkaidō, da bi obiskal svojo zaročenko, medtem ko prepreči napade konkurenčnega poslovneža.
Leta 2012 je založba Funforge izdala družabno igro Tokaido, ki jo je zasnoval Antoine Bauza. V igri igralci tekmujejo med seboj za potovanje Tōkaidō iz Kjota v Edo. Funforge je razvil digitalno izdajo igre, objavljeno leta 2017.

## Osaka kaido
Leta 1619 je bil ustanovljen odcep Ōsaka Kaidō (大阪街道) kot izhodišče Tōkaidō; imel je štiri lastne postaje po Ōcu-džuku. Ta dodatek je podaljšal pot do Kōraibašija v Osaki. To ostrogo so imenovali tudi Kjōkaidō (京街道) ali pa so jo opisali kot del 57 postaj Tōkaidō.

## Sodobna pot Tōkaidō
Danes je koridor Tōkaidō najbolj obremenjen prometni koridor na Japonskem, ki povezuje širši Tokio (vključno s prestolnico Tokio in drugim največjim mestom na Japonskem Jokohamo) z Nagojo (četrto največje mesto) in nato z Osako (tretje največje mesto) prek Kjota. Poti Tokio-Nagoja-Kjoto-Osaka sledita glavna železniška proga JR Tōkaidō in hitri vlak Tokaido Šinkansen ter hitri cesti Tōmei in Meišin. Nekaj delov prvotne poti je še vedno mogoče najti in v sodobnem času je vsaj eni osebi uspelo slediti in prehoditi večji del.